# Supercopa do Uruguai de Futebol de 2018
A Supercopa do Uruguai de Futebol de 2018 foi a 1ª edição da competição. Foi disputada em partida única entre o Nacional (Campeão do Torneio Intermédio) e o Peñarol (Campeão Uruguaio).
O Peñarol se sagrou campeão após vencer por 3–1 no tempo normal.

## Participantes
| Equipe   | Classificação                  |
| -------- | ------------------------------ |
| Peñarol  | Campeão do Campeonato Uruguaio |
| Nacional | Campeão do Torneio Intermédio  |

## Partida
| 26 de janeiro de 2018 | Nacional   | 1 – 3     | Peñarol                                                    | Estádio Centenário, Montevidéo |
| 21:00                 | Viudez 71' | Relatório | F. Martinez 1' · C. Rodríguez 39' (pen) · M. Rodríguez 44' | Árbitro: Christian Ferreyra    |

## Premiação
| Supercopa do Uruguai de 2018 |
| ---------------------------- |
| Peñarol Campeão (1.º título) |